# Sowiecka Formuła 1 Sezon 1975
Sezon 1975 był trzynastym sezonem Sowieckiej Formuły 1. Mistrzem został Guram Dgebuadze, ścigający się Estonią 16M.

## Kalendarz wyścigów
| Runda | Data        | Tor   | Pole position | Najszybsze okrążenie | Zwycięzca (kierowcy) | Zwycięzca (zespoły) |
| ----- | ----------- | ----- | ------------- | -------------------- | -------------------- | ------------------- |
| 1–2   | 12 sierpnia | Kijów | ?             | ?                    | Henry Saarm          | Kalev Tallinn       |
| 1–2   | 12 sierpnia | Kijów | ?             | Guram Dgebuadze      | Henry Saarm          | Kalev Tallinn       |
| 3–4   | 19 sierpnia | Ryga  | ?             | ?                    | Guram Dgebuadze      | Spartak Tbilisi     |
| 3–4   | 19 sierpnia | Ryga  | ?             | ?                    | Guram Dgebuadze      | Spartak Tbilisi     |

## Klasyfikacja kierowców
| Legenda oznaczeń w tabelach wyników Wyświetl szablon na nowej stronie | Legenda oznaczeń w tabelach wyników Wyświetl szablon na nowej stronie                                                                     |
| Oznaczenie                                                            | Wyjaśnienie |
| --------------------------------------------------------------------- | --- |
| Złoty                                                                 | Zwycięzca lub mistrzostwo |
| Srebrny                                                               | 2. miejsce lub wicemistrzostwo |
| Brązowy                                                               | 3. miejsce lub II wicemistrzostwo |
| Zielony                                                               | Ukończył, punktował (w klasyfikacji generalnej, gdy zdobył co najmniej jeden punkt na przestrzeni sezonu, poza trzema powyższymi opcjami) |
| Niebieski                                                             | Ukończył, nie punktował (w klasyfikacji generalnej, gdy nie zdobył co najmniej jednego punktu na przestrzeni sezonu)                      |
| Czerwony                                                              | Nie zakwalifikował się (NZ) |
| Czerwony                                                              | Nie prekwalifikował się (NPK) |
| Różowy                                                                | Nie ukończył (NU) |
| Różowy                                                                | Niesklasyfikowany (NS) (w klasyfikacji generalnej, gdy nie został sklasyfikowany w żadnym wyścigu sezonu)                                 |
| Czarny                                                                | Zdyskwalifikowany (DK) |
| Czarny                                                                | Wykluczony (WYK/EX) |
| Biały                                                                 | Nie wystartował (NW) |
| Biały                                                                 | Kontuzjowany (K/INJ) |
| Biały                                                                 | Wyścig odwołany (OD/C) |
| Bez koloru                                                            | Został wycofany (WYC/WD) |
| Bez koloru                                                            | Nie przybył (NP/DNA) |
| Bez koloru                                                            | Nie brał udziału w treningach (NT/DNP) |
| Bez koloru                                                            | Nie został zgłoszony (–) |
| Pogrubienie                                                           | Start z pole position |
| Kursywa                                                               | Najszybsze okrążenie wyścigu |
| †                                                                     | Nie ukończył, ale jego rezultat został zaliczony ze względu na przejechanie więcej niż 90% dystansu wyścigu.                              |
| *                                                                     | Sezon w trakcie |
| 1/2/3                                                                 | Punktowana pozycja w sprincie kwalifikacyjnym                                                                                             |
| Lista systemów punktacji Formuły 1                                    | |

| Poz. | Kierowca           | Zespół                  | CZJ | CZJ | RGA | RGA |
| ---- | ------------------ | ----------------------- | --- | --- | --- | --- |
| 1    | Guram Dgebuadze    | Spartak Tbilisi         | 2   | 2   | 1   | 1   |
| 2    | Henry Saarm        | Kalev Tallinn           | 1   | 1   | 2   | 2   |
| 3    | Władimir Kapszejew | Trudowe Rezerwy Charków | 3   | 4   | 7   | 6   |
| 4    | Wadim Zasławski    | Spartak Moskwa          | NU  | NW  | 3   | 3   |
| 5    | Viktors Tjaguņenko | DOSAAF Ryga             | 6   | 6   | 6   | 5   |
| 6    | Tengis Zacharow    | Spartak Tbilisi         | NU  | 7   | 5   | 4   |